# Chāshm
Chāshm (persiska: چاشم) är en ort i Iran.   Den ligger i provinsen Semnan, i den norra delen av landet, 170 km öster om huvudstaden Teheran. Chāshm ligger 2 152 meter över havet och antalet invånare är 483.
Terrängen runt Chāshm är kuperad åt nordost, men åt sydväst är den bergig. Runt Chāshm är det glesbefolkat, med 18 invånare per kvadratkilometer. Närmaste större samhälle är Shahmīrzād, 15,7 km söder om Chāshm. Trakten runt Chāshm är ofruktbar med lite eller ingen växtlighet.